# Corba de Viviani

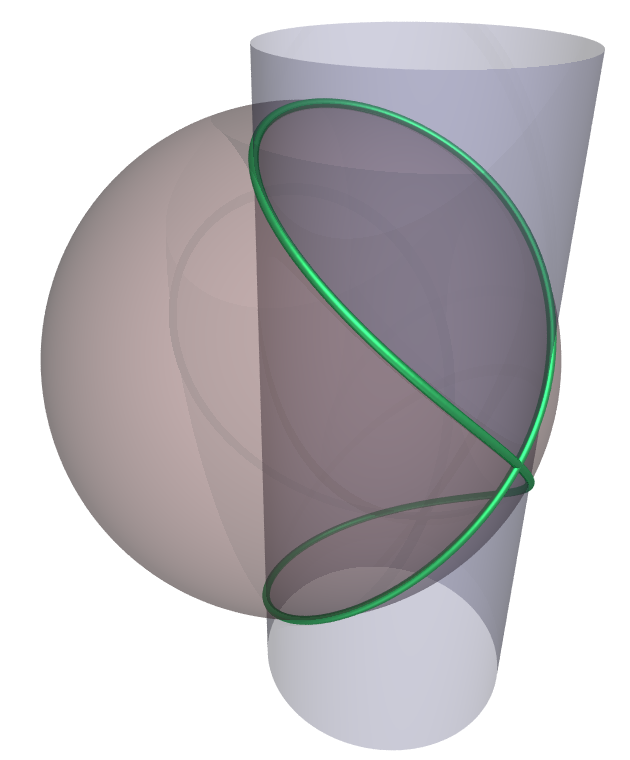
Vista en perspectiva de la corba de Viviani

La corba de Viviani o finestra de Viviani és una corba algebraica a l'espai tancada, definida com la intersecció d'una esfera i d'un cilindre de radi meitat del de l'esfera, i que passa pel centre de l'esfera.
Vincenzo Viviani va proposar el 1692 el problema d'arquitectura següent: es tractava de perforar una cúpula hemisfèrica per quatre finestres de tal manera que la superfície restant de la cúpula sigui quadrable. John Wallis, Gottfried Wilhelm Leibniz i Johann Bernoulli van estudiar de manera natural el cas simple de finestres circulars, i van haver d'estudiar la corba intersecció del cilindre i de l'hemisferi, donant a aquesta corba el nom de «finestra de Viviani».
L'arquitecte Paul Andreu va dissenyar la cúpula del Museu marítim d'Osaka, disposant les armadures segons una xarxa de corbes de Viviani paral·lels.

## Equacions de la corba de Viviani

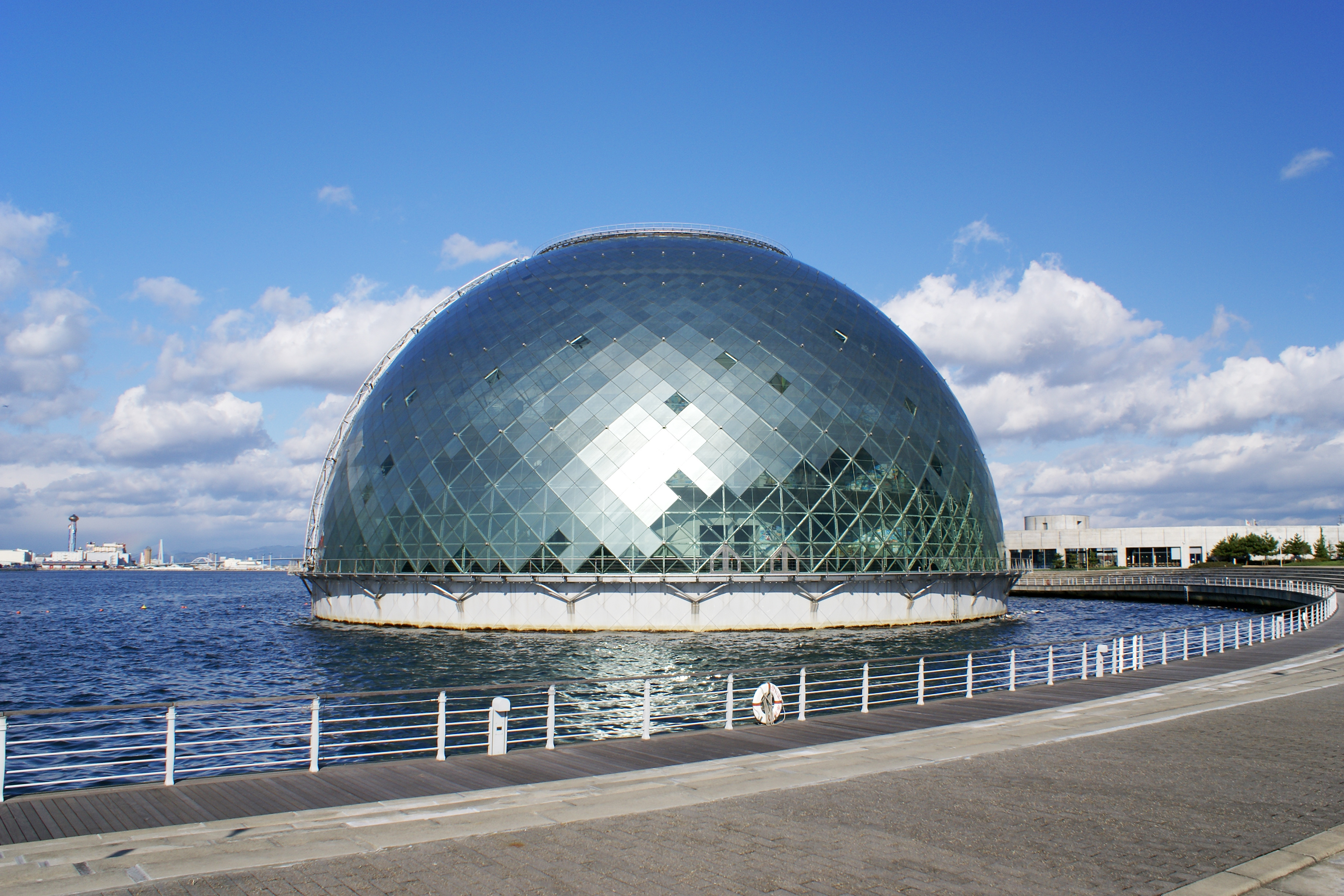
La cúpula del museu marítim d'Osaka.

Es tenen les representacions següents (per a una esfera de radi R):
Sistema de coordenades cartesianes: {\displaystyle x^{2}+y^{2}+z^{2}=R^{2}} i {\displaystyle x^{2}+y^{2}=Rx}.
Parametrització cartesiana: {\displaystyle x=R\cos ^{2}u}, {\displaystyle y=R\cos u\sin u} i {\displaystyle z=R\sin u}.